# Liste der Fahnenträger der vietnamesischen Mannschaften bei Olympischen Spielen
Die Liste der Fahnenträger der vietnamesischen Mannschaften bei Olympischen Spielen listet chronologisch alle Fahnenträger vietnamesischer Mannschaften bei den Eröffnungsfeiern Olympischer Spiele auf.

## Liste der Fahnenträger
| Mannschaft                         | Veranstaltung                      | Fahnenträger (EF)                  | Fahnenträger (AF)                  |
| 1952–1972 Teilnahme als Südvietnam | 1952–1972 Teilnahme als Südvietnam | 1952–1972 Teilnahme als Südvietnam | 1952–1972 Teilnahme als Südvietnam |
| ---------------------------------- | ---------------------------------- | ---------------------------------- | ---------------------------------- |
| 1980 in Moskau                     | Sommerspiele                       |                                    |                                    |
| 1988 in Seoul                      | Sommerspiele                       | Nguyễn Đình Minh                   |                                    |
| 1992 in Barcelona                  | Sommerspiele                       |                                    |                                    |
| 1996 in Atlanta                    | Sommerspiele                       | Nguyễn Hữu Huy                     |                                    |
| 2000 in Sydney                     | Sommerspiele                       | Trương Ngọc Để (Offizieller)       |                                    |
| 2004 in Athen                      | Sommerspiele                       | Bùi Thị Nhung                      | Bùi Thị Nhung                      |
| 2008 in Peking                     | Sommerspiele                       | Nguyễn Đình Cương                  | Nguyễn Văn Hùng                    |
| 2012 in London                     | Sommerspiele                       | Nguyễn Tiến Nhật                   | Lê Huỳnh Châu                      |
| 2016 in Rio de Janeiro             | Sommerspiele                       | Vũ Thành An                        | Volunteer                          |
| 2020 in Tokio                      | Sommerspiele                       | Quách Thị Lan                      | Volunteer                          |
| 2020 in Tokio                      | Sommerspiele                       | Nguyễn Huy Hoàng                   | Volunteer                          |
| 2024 in Paris                      | Sommerspiele                       | Đỗ Thị Ánh Nguyệt                  | Volunteer                          |
| 2024 in Paris                      | Sommerspiele                       | Lê Đức Phát                        | Volunteer                          |

Anmerkung: (EF) = Eröffnungsfeier, (AF) = Abschlussfeier

## Statistik
| Rang    | Sportart       | EF | AF | ∑  |
| ------- | -------------- | -- | -- | -- |
| 1       | Leichtathletik | 4  | 1  | 5  |
| 2       | Volunteer      | 0  | 3  | 3  |
| 3       | Fechten        | 2  | 0  | 2  |
| 3       | Taekwondo      | 0  | 2  | 2  |
| 5       | Badminton      | 1  | 0  | 1  |
| 5       | Bogenschießen  | 1  | 0  | 1  |
| 5       | Schwimmen      | 1  | 0  | 1  |
| 5       | Judo           | 1  | 0  | 1  |
| 5       | Offizieller    | 1  | 0  | 1  |
| Gesamt: | Gesamt:        | 11 | 6  | 17 |

| Rang                   | Sportart | EF | AF | ∑ |
| ---------------------- | -------- | -- | -- | - |
| bisher keine Teilnahme |          |    |    |   |
| Gesamt:                | Gesamt:  | 0  | 0  | 0 |

| Rang    | Sportart       | EF | AF | ∑  |
| ------- | -------------- | -- | -- | -- |
| 1       | Leichtathletik | 4  | 1  | 5  |
| 2       | Volunteer      | 0  | 3  | 3  |
| 3       | Fechten        | 2  | 0  | 2  |
| 3       | Taekwondo      | 0  | 2  | 2  |
| 5       | Badminton      | 1  | 0  | 1  |
| 5       | Bogenschießen  | 1  | 0  | 1  |
| 5       | Schwimmen      | 1  | 0  | 1  |
| 5       | Judo           | 1  | 0  | 1  |
| 5       | Offizieller    | 1  | 0  | 1  |
| Gesamt: | Gesamt:        | 11 | 6  | 17 |